# MAC³PARKスタディオン
MAC³PARKスタディオン（MAC³PARK stadion）は、オランダ・ズヴォレにあるサッカー専用スタジアム。PECズヴォレがホームゲームの際に使用している。収容人数は14,000人。
2012年7月12日より"アイセルデルタ・スタディオン"と名称が変更されたが、2016年7月1日、国内の不動産会社であるMAC³PARKへ命名権を売却したため、MAC³PARKスタディオン (MAC³PARK stadion)と命名された。